# Homoiosternus canorum
Homoiosternus canorum är en skalbaggsart som beskrevs av Juan A. Delgado och Blackaller 1997. Homoiosternus canorum ingår i släktet Homoiosternus och familjen Rutelidae. Inga underarter finns listade i Catalogue of Life.